# Пингвина
Пингвина (на английски: Penguin) е злодей от Ди Си Комикс и враг на Батман. Създаден е от художника Боб Кейн и писателя Бил Фингър, и за пръв път се появява в Detective Comics бр. 58 (декември 1941 г.). Истинското му име е Озуолд Честърфийлд Кобълпот.